# Juana Fe

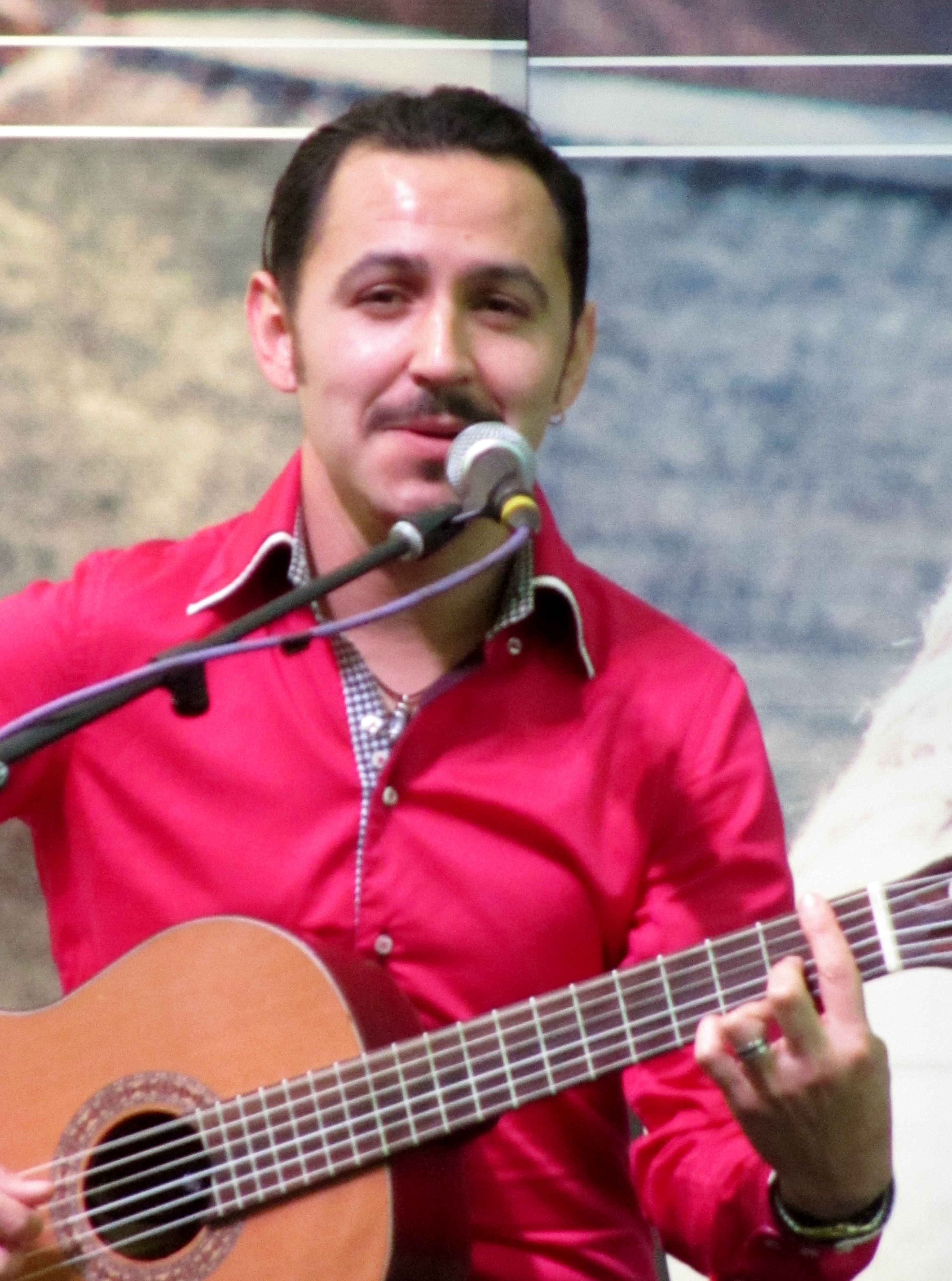
Pablo Moranga, Nuvarande sångare i Juana Fe

Juana Fé är ett chilenskt musikband som blandar populära i latinamerikanska rytmer som salsa och cumbia med den jamaicanska ska - och rumba. Juanafe är ett av de band som dykt upp i början av 2000-talet som tillsammans med andra grupper som Handen av Andra, Guachupé, Tizana och Chico Trujillo, bildar vad som har kallats den nya cumbia chilena. Sångernas tematik pekar på livet i grannskapet och den sociala och politiska situationen i landet.

## Historia
Med ursprung från en förort till Santiago började bandet i början av 2014 med fusioner av populära rytmer, som ger upphov till vad de själva har kallat afrorumba chilenera. Sina första framträdanden hålls i olika förorter till huvudstaden. Samma år vann de FONDART(es) (Nationella fonden för utveckling av konst och kultur från undervisningsministeriet i Chile); med hjälp av denna spelade de in sitt första album: "Con los pies en el barrio" (Med fötterna i förorten). År 2007 släppte de albumet Afrorumba chilenera, där hörs den smältdegel av rytmer som Juanafé arbetar med.
År 2008 nådde Juana fé stora framgångar och spelade på två av de viktigaste scenerna i landet: festivalerna Huaso de  Olmué(es) och Viña del Mars internationella musikfestival.

## Diskografi
Nedan är album av Juana fé.

### Studioalbum
- 2005 - Con los pies en el barrio (Bolchevique Records)
- 2007 - Afro rumba chilenera (Sello Azul)
- 2010 - La makinita (Oveja Negra)
- 2015 - Parrilladas Vargas
- 2016 -  Maleducao

### Samarbetsalbum
- 2007 - Catedral en coma. Vol. 2 (oberoende upplaga)
- 2008 - Santiago caliente (Feria Music)
- 2009 - A morir con las cumbias (Oveja Negra)
- 2009 - Rumos (utländsk upplaga)
- 2010 - Mi mujer favorita (Oveja Negra)
- 2010 - Arri'a de la pelota (Oveja Negra)
- 2011 - Mucho amor (Oveja Negra)
- 2012 - EP: el compilado (oberoende upplaga)